# Hem-Lenglet
Hem-Lenglet är en kommun i departementet Nord i regionen Hauts-de-France i norra Frankrike. Kommunen ligger i kantonen Cambrai-Ouest som tillhör arrondissementet Cambrai. År 2022 hade Hem-Lenglet 552 invånare.

## Befolkningsutveckling
Antalet invånare i kommunen Hem-Lenglet
| Referens: INSEE |